# Michael Nevin
Michael Nevin est un boxeur irlandais né le 6 mai 1998.

## Carrière
Sa carrière amateur est principalement marquée par une médaille de bronze remportée aux Jeux européens de 2019 dans la catégorie des poids moyens.

## Palmarès

### Jeux européens
- Médaille de bronze en -75 kg en 2019 à Minsk, Biélorussie